# 南山 (清朝)
南山（19世纪？—1911年），字寿民，清朝末年军官。
南山初充任贴写，擢升至防御。宣统三年，跟随江宁将军铁良驻防北极阁。辛亥革命爆发后，革命军攻占江宁城（今江苏省南京市），知道同僚聚集都统署，驰入，号召军兵抵抗：“吾辈受国厚恩，今宜发天良，背城一战。不济，则以死继之！”无人响应。出去召军士继续号召，也无人响应。绝望，发枪自杀而死。妻子听说南山已死，抱着儿子纵火自焚而死。

## 外部來源
- 《清史稿》卷四百九十六 列传二百八十三 忠义十